# Anchor (rivière)
Pour les articles homonymes, voir Anchor.

La rivière Anchor est un cours d'eau d'Alaska aux États-Unis, situé dans la Péninsule Kenai. Il fait 48 km de long, et se jette dans le Golfe d'Alaska à proximité d'Anchor Point.
Cette rivière est une importante zone de loisir, avec camping et aires de pique-nique. On y pêche le saumon en été.